# Димов, Наце
Димов, Наце (он же Атанас Чуповский, Попрадиште, Османская империя, 1876 — Санкт-Петербург, Российская империя, 1916) — македонский общественный деятель, публицист,  один из ранних сторонников македонизма. Брат Димитрия Чуповского.

## Биография
Родился в селе Попрадиште, в центральной Македонии, в юности переехал в Софию, после чего эмигрировал в Россию. Работал на железной дороге, позже получил право заниматься адвокатской деятельностью и поселился в Санкт-Петербурге, где проживал до своей смерти в 1916-м году.
Похоронен на Большеохтинском кладбище, памятник на его могиле поставлен на средства его брата Дмитрия Чуповского.

## Деятельность и взгляды
Подобно своему брату Дмитрию Чуповскому, в молодости воспринял идею македонизма — концепцию национальной самостоятельности македонских славян, и оставался ей верен всю жизнь. В 1902-м году стал одним из основателей Славяно-македонского научного и литературного общества, организации, созданной македонскими эмигрантами в Российской империи для пропаганды идей македонского национализма, выступал с докладами, в 1913-м году опубликовал работу "Исторический очерк Македонии и македонских славян". В 1913-1914-м гг. участвовал в издании "Македонского голоса", печатного органа македонистов на русском языке, и был одним из подписантов Меморандума о независимости Македонии.